# Frida Karlsson
Frida Elisabeth Karlsson (Sollefteå, 10 de agosto de 1999) es una deportista sueca que compite en esquí de fondo.
Participó en los Juegos Olímpicos de Pekín 2022, obteniendo una medalla de bronce en la prueba de relevo (junto con Maja Dahlqvist, Ebba Andersson y Jonna Sundling).
Ganó trece medallas en el Campeonato Mundial de Esquí Nórdico entre los años 2019 y 2025.

## Palmarés internacional
| Juegos Olímpicos   | Juegos Olímpicos      | Juegos Olímpicos  | Juegos Olímpicos  |
| Año                | Lugar                 | Medalla           | Prueba            |
| ------------------ | --------------------- | ----------------- | ----------------- |
| 2022               | Pekín (China)         | Medalla de bronce | Relevo 4 × 5 km   |
| Campeonato Mundial |                       |                   |                   |
| Año                | Lugar                 | Medalla           | Prueba            |
| 2019               | Seefeld (Austria)     | Medalla de oro    | Relevo 4 × 5 km   |
| 2019               | Seefeld (Austria)     | Medalla de plata  | 10 km             |
| 2019               | Seefeld (Austria)     | Medalla de bronce | 30 km             |
| 2021               | Oberstdorf (Alemania) | Medalla de plata  | 10 km             |
| 2021               | Oberstdorf (Alemania) | Medalla de plata  | 15 km             |
| 2021               | Oberstdorf (Alemania) | Medalla de bronce | 30 km             |
| 2023               | Planica (Eslovenia)   | Medalla de plata  | 10 km             |
| 2023               | Planica (Eslovenia)   | Medalla de plata  | 15 km             |
| 2023               | Planica (Eslovenia)   | Medalla de bronce | 30 km             |
| 2023               | Planica (Eslovenia)   | Medalla de bronce | Relevo 4 × 5 km   |
| 2025               | Trondheim (Noruega)   | Medalla de oro    | 50 km             |
| 2025               | Trondheim (Noruega)   | Medalla de oro    | Relevo 4 × 7,5 km |
| 2025               | Trondheim (Noruega)   | Medalla de bronce | 10 km             |